# Ivy Parker
Ivy May Parker, född 11 september 1907 i Quay County i New Mexico, död 7 september 1985 i Potter County i Texas, var en amerikansk kemist och ingenjör. Hon tog en doktorsexamen i organisk kemi 1935 och arbetade inom oljeindustrin som specialist på orsakerna till och förebyggande av korrosion av rörledningar.

## Biografi
Parker utbildade sig vid West Texas State Teachers College, där hon vann Garvan Essay-priset på 500 USD under sitt andra studieår. Hon fortsatte med att avlägga sin magisterexamen och sin doktorsexamen i organisk kemi vid University of Texas 1931 respektive 1935, och blev då den första kvinnan att ta en doktorsexamen i kemi vid universitetet. 
Efter en tjänst som biträdande professor i kemi vid University of Mary Hardin-Baylor 1934–1935 var Parker anställd av Shell Oil Company som analytisk kemist 1936–1943 och därefter ledande forskningskemist i företaget J S Abercrombie under ett år. År 1945 började hon en 27-årig karriär på Plantation Pipeline Company som fälttekniker, forsknings- och chefsingenjör.
Parker använde sin kunskap inom kemi för att bidra till vidareutvecklingen av den rörledningsteknik som utvecklats och utökats efter andra världskriget. Hon publicerade ett flertal artiklar om rörledningskorrosion, och gjorde uppfinningar kring både vatten- och oljelösliga inhibitorer mot korrosion i rörledningarna.

## Utmärkelser
År 1944 utsågs Parker av National Association of Corrosion Engineers (NACE) till den första redaktören för deras publikation, Corrosion, ett uppdrag hon innehade fram till 1965.
Hon var medlem av American Association for the Advancement of Science,  American Chemical Society, Electrochemical Society, och ledamot i American Institute of Chemists.
Society of Women Engineers har upprättat ett Ivy Parker Memorial Scholarship att utdelas till kvinnliga teknologer.